# 秋田県道67号四ツ屋神岡線
秋田県道67号四ツ屋神岡線（あきたけんどう67ごう よつやかみおかせん）は、秋田県大仙市を通る県道（主要地方道）である。

## 概要
大仙市四ツ屋の国道105号交点から西へ分岐し、松倉橋を渡って玉川の北側を西へ進む。大仙市神宮寺で国道13号神宮寺バイパスに合流し、756メートル先の秋田県道254号土川神岡線交点で国道13号神宮寺バイパスから分岐左折する。神宮寺陸橋でJR東日本秋田新幹線・奥羽本線を渡って神岡小学校交差点で右折し、神宮寺駅前を通過後に再び国道13号に至る。
なお、神岡小学校交差点から終点の間は、旧国道13号であった。

### 路線データ
- 総延長 : 12.686 km[2]
- 実延長 : 11.650 km[2]
- 起点 : 秋田県大仙市四ツ屋水木田24番1（国道105号交点）[3]
- 終点 : 秋田県大仙市北楢岡字嶋117番1地先（国道13号神宮寺バイパス交点）[4]
- 未供用区間 : なし[2]

## 歴史
- 1993年（平成5年） 5月11日 - 建設省から、県道水木田神岡線・県道土川神岡線の一部が四ツ屋神岡線として主要地方道に指定される[5]。
- 1994年（平成6年）4月1日 - 県道の路線名が主要地方道の路線名と同じ名称に変更され改めて県道67号に認定される[3]。
- 2014年（平成26年）3月14日 - 国道13号神宮寺バイパスが29日に全線開通することに先立ち、すでに工事が完了している区間を国道13号の現道とし、旧国道13号区間の一部 4.1kmを当県道の認定区間とする。同時に終点の位置を大仙市神宮寺字家後から大仙市北楢岡字嶋に変更する。[4]

## 路線状況

### 重複区間
- 国道13号 神宮寺バイパス（大仙市神宮寺地内）、0.76 km[2]
- 秋田県道30号神岡南外東由利線（大仙市神宮寺字字家後 - 大仙市神宮寺本郷野）

### 冬期閉鎖区間
- なし[6]

### 交通不能区間
- なし[7]

### 道路施設
- 神宮寺陸橋（JR東日本 秋田新幹線・奥羽本線）
- 松倉橋（玉川）

## 地理

### 交差する道路
| 施設名             | 接続路線名                                               | 備考          | 所在地                                                       |
| ------------------ | -------------------------------------------------------- | ------------- | ------------------------------------------------------------ |
|                    | 国道105号                                                | 起点          | 大仙市四ツ屋水木田                                           |
| 松倉橋             | 〈玉川〉                                                 |               | 大仙市長戸呂                                                 |
|                    | 仙北北部広域農道                                         | 広域農道起点  | 大仙市松倉字大川原北緯39度30分43.3秒 東経140度28分20.7秒     |
|                    | 国道13号 神宮寺バイパス                                  |               | 大仙市神宮寺北緯39度29分51.8秒 東経140度26分23.14秒          |
|                    | 国道13号 神宮寺バイパス 秋田県道254号土川神岡線          | 県道254号終点 | 大仙市神宮寺字宮田北緯39度29分55.22秒 東経140度25分52.09秒   |
| 神岡小学校交差点   | 秋田県道30号神岡南外東由利線                             |               | 大仙市神宮寺字家後北緯39度29分31.7秒 東経140度25分40.0秒     |
| 神宮寺駅入口交差点 | 秋田県道30号神岡南外東由利線 秋田県道179号神宮寺停車場線 | 県道179号終点 | 大仙市神宮寺字本郷野北緯39度29分35.77秒 東経140度25分30.27秒 |
|                    | 国道13号神宮寺バイパス                                   | 終点          | 大仙市北楢岡字嶋                                             |

### 沿線の施設など
- 大仙市役所 神岡庁舎
- 秋田銀行神宮寺支店
- JR東日本 奥羽本線 神宮寺駅
- 秋田おばこ農業協同組合神岡支所
- 大仙市立平和中学校
- 北楢岡郵便局